# Faro de San Sebastián
El faro de San Sebastián (o faro de Cádiz o faro del Castillo de San Sebastián) es un faro situado en la fortaleza de entrada al puerto de Cádiz, el castillo de San Sebastián, en la provincia de Cádiz, Andalucía, España. La fortaleza está clasificada como Bien de Interés Cultural desde 1993 y el faro está gestionado por la autoridad portuaria del Puerto de la bahía de Cádiz.

## Historia
En este lugar ya existía una señal luminosa por lo menos desde el siglo XVI. En 1907 se comenzó a construir el faro actual, a 70 metros del anterior, pero el primer día que se encendió fue el 30 de septiembre de 1913.